# Estinzione del Quaternario

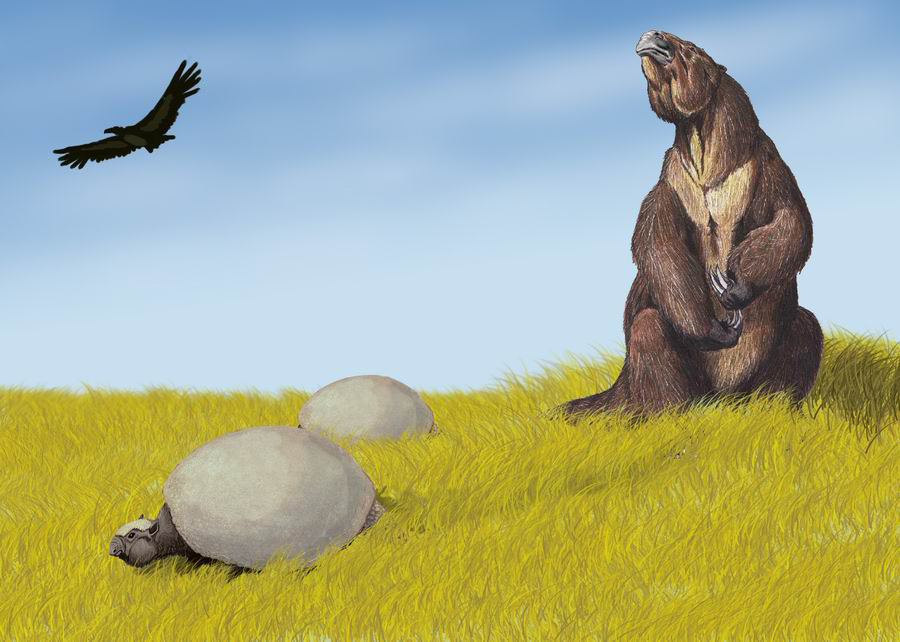
Glyptodon e Megatherium, Pampa sudamericana del tardo Pleistocene.

La grande ondata di estinzione del Quaternario fu un'estinzione di massa avvenuta verso la fine dell'ultima era glaciale, durante la quale scomparvero numerose specie animali in diversi continenti. Il processo descritto riguardò in larga parte appartenenti alla megafauna del Pleistocene, con un peso corporeo superiore ai 45 kg, e fu, come indica il nome, limitato all'era quaternaria. Raggiunse il suo apice nel passaggio dal Pleistocene all'Olocene (il periodo post-glaciale).
Eventi di estinzione comparabili si verificarono anche decine di migliaia di anni prima, con l'estinzione della megafauna in Australia come caso particolarmente significativo, e successivamente in Madagascar e Nuova Zelanda.
Nel dibattito scientifico sull'estinzione di massa, una corrente ritiene che la causa principale sia stata l'influenza umana (il cosiddetto «overkill»), mentre un'altra attribuisce l'estinzione a cambiamenti climatici e ad altri fattori come epidemie, l'impatto di un asteroide o un brillamento solare; viene inoltre presa in considerazione la possibilità di una combinazione di più fattori.

## Le specie estinte

Correlazione temporale tra l'estinzione delle faune di grandi dimensioni in diverse regioni e la comparsa dell'uomo.

Fino alla fine del Pleistocene, tutti i continenti al di fuori dell'Antartide erano popolati da una ricca megafauna, paragonabile a quella odierna delle regioni africane. Durante l'ultima era glaciale (corrispondente alla glaciazione di Würm nell'Europa centrale e alla glaciazione di Weichsel nel nord) e soprattutto verso la sua conclusione, numerose specie di grandi animali scomparvero in un arco di tempo relativamente breve. Solo in Africa e, in parte, nell'Asia meridionale sopravvissero alcuni giganti come rinoceronti ed elefanti, oltre a un numero significativamente maggiore di altre specie di grandi mammiferi rispetto agli altri continenti. Ad eccezione dell'Africa e dell'Asia meridionale, in tutto il mondo si estinsero tutte le specie con un peso superiore ai 1000 kg e l'80% di quelle comprese tra 100 e 1000 kg, per lo più in concomitanza con la graduale espansione dell'uomo moderno. In alcune regioni, come il nord dell'Eurasia o l'America, l'estinzione di massa si correla inoltre piuttosto bene con i cambiamenti climatici. La percentuale di specie estinte con peso inferiore ai 45 kg, invece, è trascurabile.

### Africa e Asia meridionale
Le regioni tropicali del Vecchio Mondo rappresentano oggi le uniche aree del pianeta a conservare una megafauna significativa. Solo qui esistono ancora specie con un peso corporeo superiore ai 1000 kg. Tra esse vi sono l'elefante africano, l'elefante asiatico, l'ippopotamo e diversi rinoceronti. Una delle spiegazioni proposte è che l'uomo si sia evoluto in Africa e abbia raggiunto l'Asia meridionale già nel primo Pleistocene. Secondo questa ipotesi, la coevoluzione avrebbe permesso agli animali di queste regioni di sviluppare riflessi di fuga e di adattarsi alla predazione umana. Tuttavia, anche questa regione perse un numero rilevante di grandi specie, soprattutto nel Pleistocene inferiore e medio, senza che ne emergessero forme sostitutive. Si è quindi ipotizzato che già gli ominidi primitivi del Pleistocene inferiore o medio abbiano potuto causare l'estinzione di alcune specie tropicali del Vecchio Mondo. Tra i grandi mammiferi estinti in quel periodo in Africa e Asia meridionale si annoverano i deinoteri, i calicoteri, le giraffe bovine e varie tigri dai denti a sciabola (come Megantereon, Homotherium, Dinofelis). La scomparsa delle tigri dai denti a sciabola in Africa circa 1,5 milioni di anni fa coincide fortemente con l'apparizione della cultura acheuleana, suggerendo un possibile legame. Le perdite della fauna africana nel tardo Pleistocene furono invece modeste: vi si annoverano l'antilope gigante Megalotragus e il bufalo gigante Pelorovis (Syncerus) antiquus.

### Australia

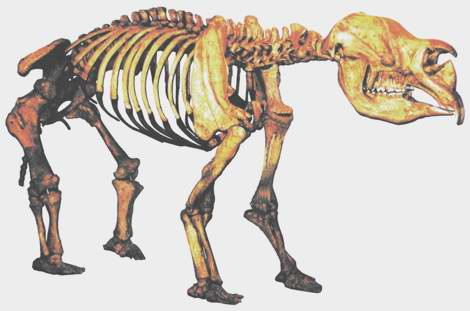
Diprotodon.

Il continente australiano, comprese la Tasmania e la Nuova Guinea, perse nel tardo Pleistocene tutte le specie terrestri di mammiferi, uccelli e rettili con peso superiore ai 100 kg. Inoltre, scomparvero tutti i generi contenenti specie di peso compreso tra 45 e 100 kg, ad eccezione di uno solo: il genere di canguri Macropus, l'unico gruppo di grandi animali a sopravvivere al Pleistocene australiano. Tra le specie scomparse vi erano Diprotodon e Zygomaturus (marsupiali grandi come rinoceronti), il tapiro marsupiale Palorchestes, il leone marsupiale (Thylacoleo carnifex), un gigantesco ratto canguro muschiato, vombati giganti (Phascolonus) e canguri alti fino a tre metri (generi Procoptodon, Simosthenurus, Sthenurus, Protemnodon). A queste si aggiungono il grande uccello incapace di volare Genyornis e grandi rettili come il varano gigante Megalania. Tutte queste specie sembrano essersi estinte tra circa 40.000 e 50.000 anni fa, in forte correlazione con la prima comparsa dell'uomo sul continente. Resti ossei di Diprotodon sono stati trovati in uno dei più antichi accampamenti umani conosciuti in Australia.

### Eurasia settentrionale

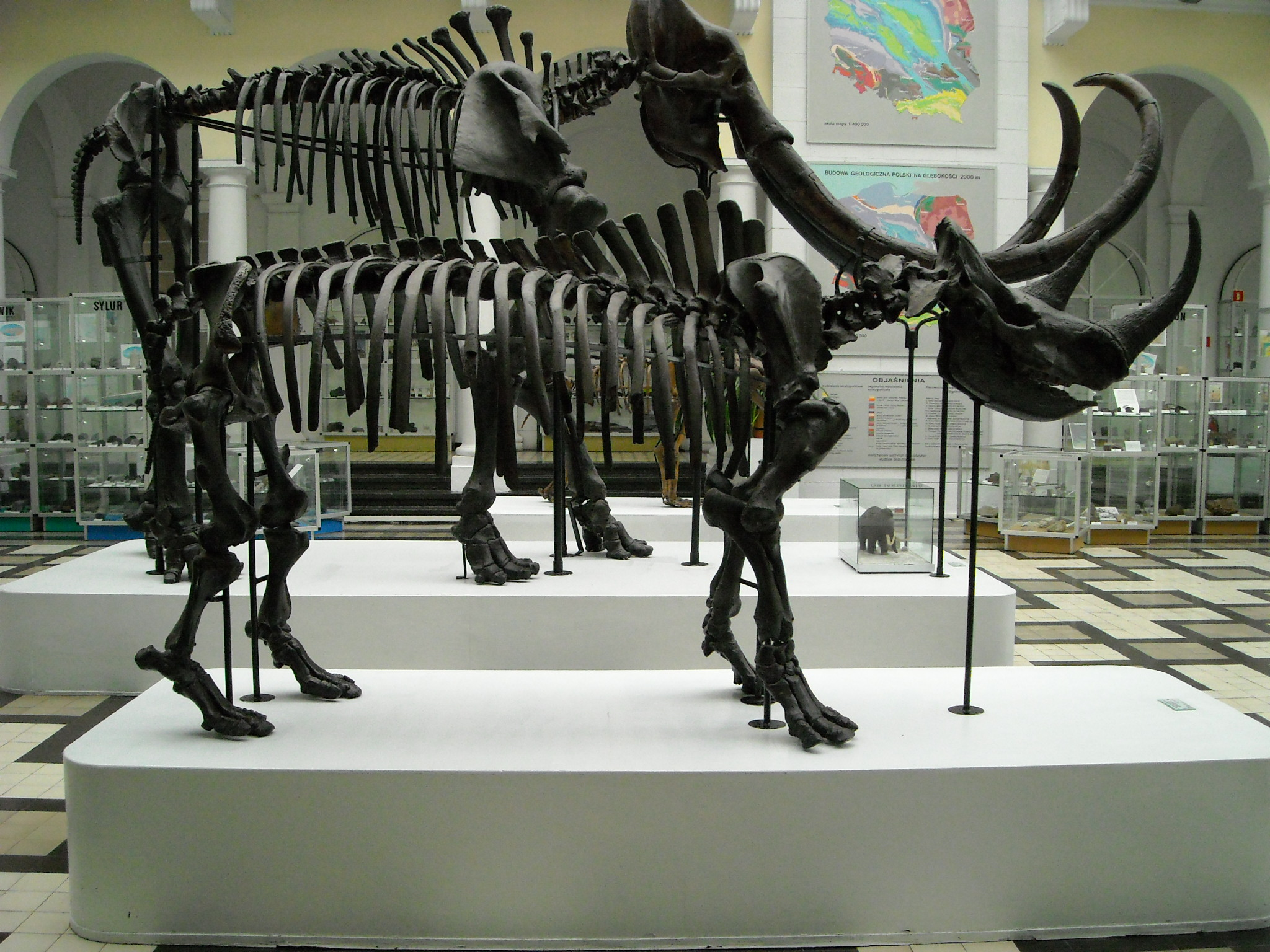
Scheletro del mammut lanoso e del rinoceronte lanoso.

In Eurasia il processo si estese su un periodo più lungo, da circa 50.000 a 12.000 anni fa, e raggiunse il suo apice alla fine del Pleistocene. Tra le specie estinte in Europa entro circa 12.000 anni fa si annoverano il mammut lanoso (Mammuthus primigenius), il rinoceronte lanoso (Coelodonta antiquitatis), il cervo gigante (Megaloceros giganteus), il bisonte delle steppe (Bos priscus), il leone delle caverne (Panthera spelaea) e la iena delle caverne (Crocuta crocuta spelaea).
Alcune specie scomparse durante l'ultima glaciazione (Würm o Weichsel) erano già estinte prima della fine del Pleistocene, in particolare specie amanti del clima caldo come l'elefante delle foreste europeo (Palaeoloxodon antiquus), il rinoceronte delle foreste (Stephanorhinus kirchbergensis) e il rinoceronte delle steppe (Stephanorhinus hemitoechus), che durante la prima glaciazione di Würm furono respinti dall'Europa centrale verso sud e si estinsero nei millenni successivi. L'orso delle caverne europeo (Ursus spelaeus) si estinse prima del massimo glaciale, durante la cultura del Gravettiano, circa 27.000 anni fa. Più o meno nello stesso periodo, anche la tigre dai denti a sciabola (Homotherium) scomparve dall'Europa.

### Nordamerica

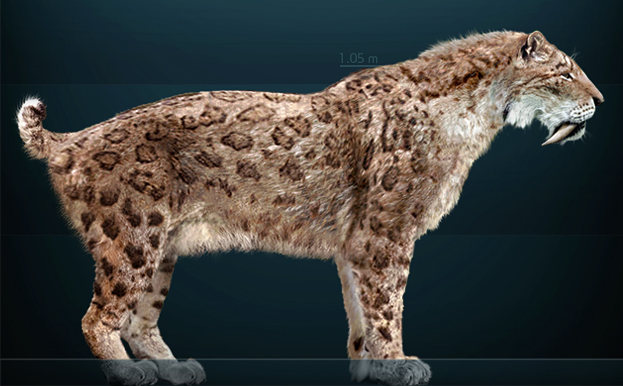
Ricostruzione di Smilodon.

In Nordamerica, l'estinzione si verificò in un arco di tempo ristretto, circa 12.000 anni fa, ed ebbe luogo molto rapidamente. Tra le specie scomparse figurano il mammut lanoso, il mammut delle praterie, il mastodonte americano, tutti i cammelli (Camelops, Hemiauchenia, Palaeolama) e i cavalli, il bue muschiato dal casco, il bue della boscaglia, le tigri dai denti a sciabola (Smilodon, Homotherium), quattro bradipi giganti (Eremotherium, Megalonyx, Paramylodon, Nothroteriops) e armadilli giganti (Glyptotherium, Holmesina). Inoltre, scomparvero il leone americano, il ghepardo americano, il grande lupo Aenocyon dirus, l'orso dal muso corto, l'orso dagli occhiali della Florida, capibara, tapiri e varie specie di cervi, antilocapre e pecari. Almeno 17 generi della megafauna nordamericana si estinsero in un intervallo molto ristretto tra 11.400 e 10.800 anni radiocarbonici fa. L'estinzione nel continente americano coincide sia con il cambiamento climatico di fine Pleistocene sia con la prima comparsa dell'uomo nel Nuovo Mondo. La più grande specie sopravvissuta al collasso fu il bisonte americano.

### Sudamerica
In Sudamerica la maggior parte delle specie sembra essersi estinta nello stesso periodo o poco dopo quanto accaduto in Nordamerica. Tuttavia, la documentazione fossile è meno completa. Il continente sudamericano perse tutti i suoi proboscidati (Cuvieronius, Notiomastodon), tutti i bradipi giganti (come Megatherium, Glossotherium, Mylodon, Scelidotherium), i gliptodonti, gli armadilli giganti (pampateri) e i cavalli (Equus, Hippidion), nonché le peculiari macrauchenie e i toxodonti (Toxodon, Mixotoxodon). Inoltre, nello stesso periodo scomparvero il pecari dal cranio piatto, vari cervi e camelidi (Palaeolama, Hemiauchenia). Tra i carnivori, all'inizio dell'Olocene scomparvero la tigre dai denti a sciabola Smilodon, diversi canidi selvatici (Aenocyon dirus, Protocyon) e orsi. Complessivamente, all'inizio dell'Olocene, in Sudamerica si estinsero l'80% dei grandi mammiferi superiori a 44 kg e tutte le specie con peso superiore a 300 kg. Il più grande mammifero sopravvissuto del continente sudamericano è il tapiro centroamericano.

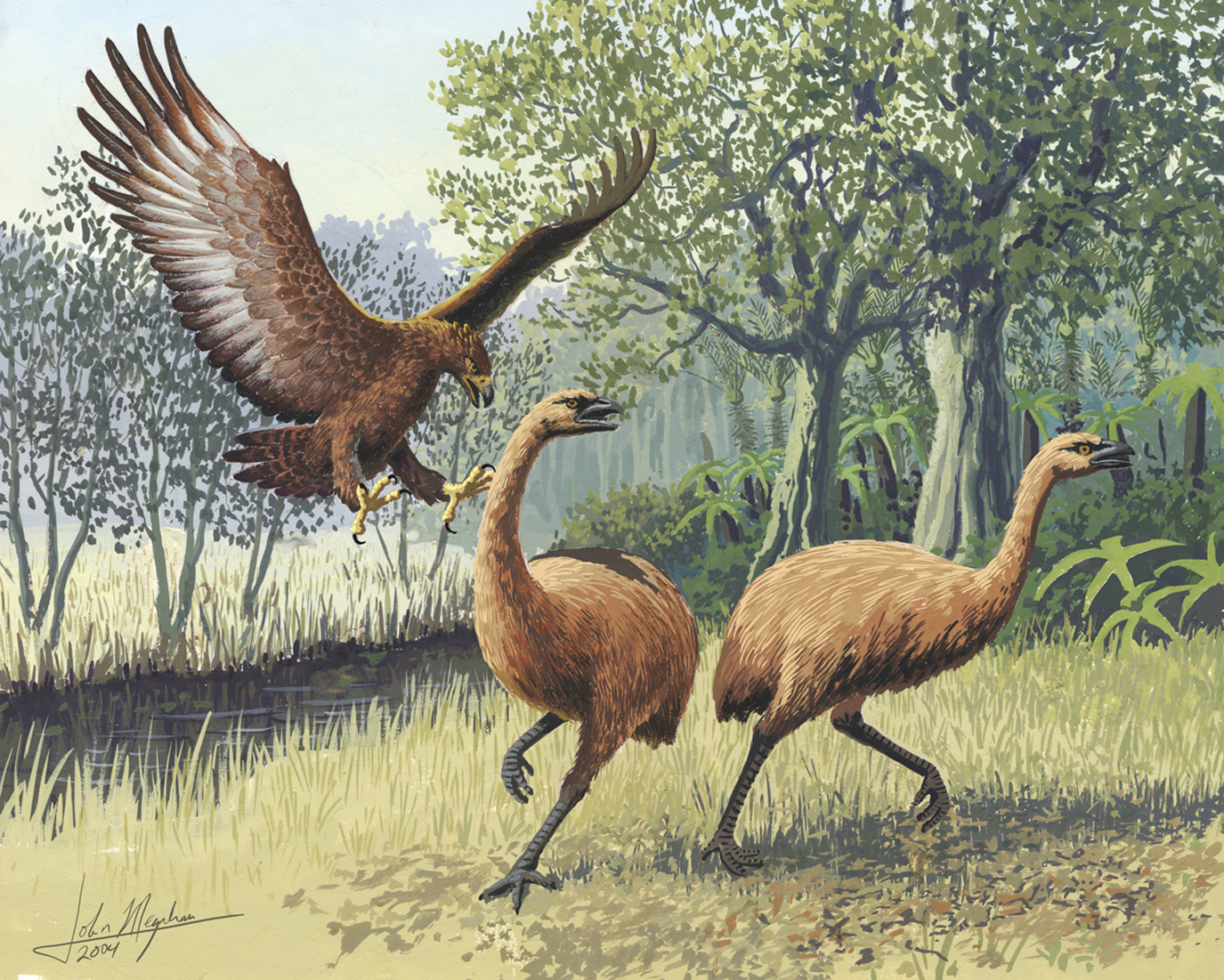
L'aquila di Haast attacca dei moa.

### Isole remote
Il mammut lanoso, estinto sul continente eurasiatico e nordamericano alla fine del Pleistocene, sopravvisse su alcune isole artiche remote fino all'Olocene inoltrato, in particolare sull'isola siberiana di Wrangel, dove una forma nana si estinse solo circa 4000 anni fa. Un fenomeno analogo riguarda i bradipi terricoli delle isole caraibiche: mentre si estinsero sul continente alla fine del Pleistocene, alcuni bradipi di grandi dimensioni (Megalocnus, Parocnus) sopravvissero nelle isole caraibiche fino a circa 5000 anni fa. Nelle isole del Mediterraneo si estinsero nel corso dell'Olocene vari ippopotami e elefanti nani, nonché la capra delle caverne. La maggior parte dei grandi animali del Madagascar si estinse solo circa 2000 anni fa. Tra essi vi erano ippopotami malgasci, il fossa gigante (Cryptoprocta spelea), lemuri giganti come Archaeoindris, Megaladapis o Palaeopropithecus, e gli uccelli elefante. Il Madagascar fu colonizzato per la prima volta dall'uomo circa 2300 anni fa. In Nuova Zelanda si estinsero solo pochi secoli fa, tra gli altri, i moa (Dinornis, Pachyornis, Euryapteryx) e l'aquila di Haast. In generale, l'estinzione di molte specie, in particolare quelle di grandi dimensioni, sulle isole remote si correla con il primo arrivo dell'uomo.

## L'uomo come responsabile

La diffusione dell'uomo moderno (Homo sapiens) (con indicazione della prima comparsa in anni prima del presente).

Da tempo si discute sul ruolo dell'uomo come causa dell'estinzione della megafauna dell'era glaciale. A favore dell'ipotesi di una scomparsa dovuta alla caccia eccessiva da parte dell'uomo vi sono alcuni elementi, tra cui la stretta correlazione temporale tra l'estinzione delle specie e la diffusione globale dell'essere umano, nonché l'assenza di un simile schema dimensionale nelle precedenti ondate di estinzione. L'ipotesi è stata formulata negli anni Sessanta da Paul S. Martin con il nome di «ipotesi dell'overkill» (cioè del sovrasfruttamento), che immaginava un'estinzione rapidissima sotto forma di una sorta di «guerra lampo». Oggi, tuttavia, si ipotizzano fasi estintive della durata di secoli o millenni. Resta comunque controversa la questione del peso relativo da attribuire al cambiamento climatico rispetto alla pressione venatoria.

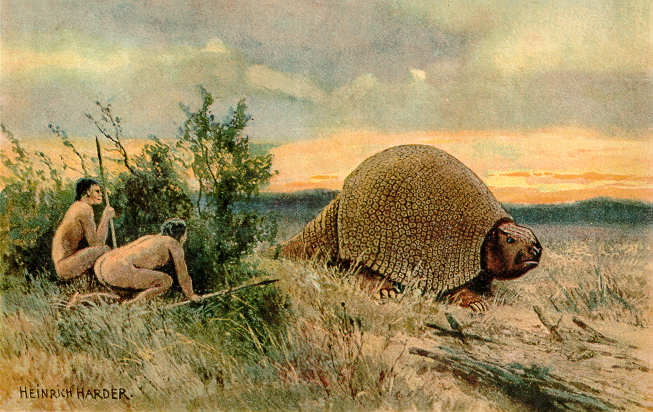
Nativi americani in agguato presso un Glyptodon (dipinto di Heinrich Harder, ca. 1920).

Particolarmente significativo è il caso dell'Australia, dove l'estinzione della megafauna avvenne circa 50.000 anni fa, in coincidenza con l'arrivo dell'uomo ma senza riscontri di rilevanti cambiamenti climatici. Degno di nota è anche il fatto che gli ultimi rappresentanti della megafauna australiana sembrano essere sopravvissuti in Tasmania, un'isola che fu colonizzata dall'uomo solo alcune migliaia di anni dopo il continente. Qui visse il grande canguro pleistocenico Protemnodon anak fino a circa 40.000 anni fa.
I sostenitori dell'ipotesi della caccia eccessiva portano inoltre ad esempio dinamiche analoghe avvenute su isole colonizzate in epoche successive. In Madagascar, dove l'uomo è presente solo da circa 2300 anni, si sono estinte nei secoli seguenti numerose specie, tra cui ippopotami autoctoni, gli uccelli elefante, due specie endemiche di oritteropo, una specie di coccodrillo, il fossa gigante e numerosi primati di grandi dimensioni, tra cui il lemure gigante Megaladapis. In Nuova Zelanda, subito dopo l'arrivo dei Māori (intorno all'anno 800), scomparvero i moa e numerosi altri uccelli incapaci di volare, oltre all'aquila gigante Harpagornis.

### Discussione dell'ipotesi dell'overkill
I critici dell'ipotesi della caccia eccessiva fanno notare che le tecniche venatorie dei primi esseri umani erano molto rudimentali e non avrebbero potuto esercitare un'influenza tanto drastica sulle popolazioni animali. Citano inoltre l'esempio dell'Africa, dove l'uomo è presente da molto più tempo ma dove non si è verificata un'estinzione di massa paragonabile. Tuttavia, da un lato, modelli matematici mostrano che specie di grande taglia e a lenta riproduzione sono minacciate d'estinzione anche con bassi livelli di predazione, rendendo plausibile un sovrasfruttamento delle risorse naturali. Dall'altro lato, esperimenti condotti con repliche di lance in selce hanno dimostrato che animali di grandi dimensioni, come gli elefanti, possono essere uccisi anche con armi primitive, confermando che i cacciatori del Paleolitico erano in grado di abbattere qualunque preda, soprattutto se gli animali non possedevano riflessi di fuga nei confronti dell'uomo.
Resta però poco chiaro perché alcune specie di grandi dimensioni, simili per corporatura e comportamento a quelle estinte, e anch'esse preda dell'uomo, siano sopravvissute fino a oggi o all'età storica anche in Europa centrale – ad esempio l'alce (comparabile al Megaloceros), i grandi bovini come il bisonte americano, il bisonte europeo o l'uro, di dimensioni simili al bue della boscaglia estinto (Euceratherium).
Un'ulteriore critica riguarda il fatto che in America sono noti solo pochi siti archeologici in cui siano state trovate tracce di caccia a specie estinte, mentre in Eurasia esistono in gran numero siti legati alla caccia a rinoceronti, cavalli, ecc. I fautori dell'ipotesi dell'overkill spiegano ciò con la rapidità dell'estinzione in Nordamerica, avvenuta in poche centinaia di anni, un intervallo troppo breve per lasciare una documentazione fossile significativa.
Alcuni ricercatori ritengono che l'estinzione della megafauna alla fine del Pleistocene sia stata causata dalla combinazione di cambiamenti climatici e pressione antropica, i cui effetti sinergici avrebbero provocato la scomparsa di numerose specie. Secondo questa interpretazione, gli esseri umani del Paleolitico avrebbero semplicemente completato l'opera estinguendo popolazioni già indebolite. I sostenitori dell'ipotesi dell'overkill ribattono tuttavia che, senza l'interferenza umana, queste specie si sarebbero con tutta probabilità riprese, come avvenuto dopo precedenti oscillazioni climatiche dell'era glaciale. Anche in questa versione mitigata dell'ipotesi, l'uomo sarebbe stato quindi il fattore decisivo dell'estinzione di massa.

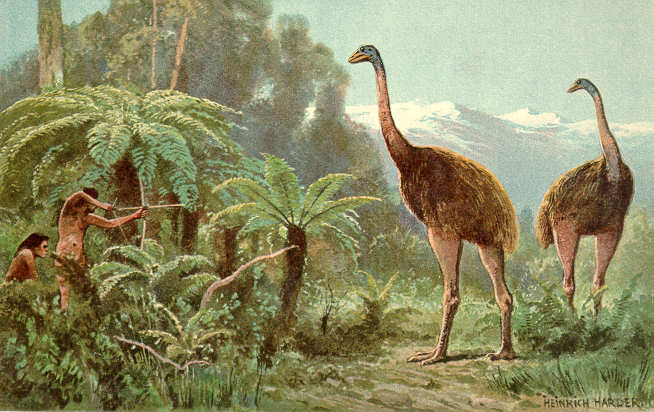
Scena di caccia (dipinto di Heinrich Harder, ca. 1920).

### Diffusione su isole e continenti
È generalmente accettato che l'estinzione di specie endemiche su alcune isole remote come Madagascar (ca. 500 d.C.), Mauritius (ca. 1650 d.C.), Nuova Zelanda (ca. 1300 d.C.) e Guam (ca. 1950 d.C.) sia stata causata dall'intervento umano. Anche isole come Tilos e Cipro, oppure l'isola di Wrangel, dove vissero gli ultimi elefanti nani o mammut lanosi, furono colpite dopo l'arrivo dell’uomo. Tuttavia, per gli elefanti di Tilos (ca. 1300 a.C.) e Cipro (ca. 9500 a.C.) e per i mammut dell'isola di Wrangel (ca. 1700 a.C.), non esistono prove dirette di una causa antropica. Al contrario, indagini genetiche sul mammut lanoso dell'isola di Wrangel mostrano che quella popolazione era già in declino e soffriva di un'alta incidenza di mutazioni dovute all'inbreeding, compresa una ridotta fertilità dei maschi. In molte isole l'estinzione colpì soprattutto le specie giganti e facilmente cacciabili. Altre specie (più piccole) scomparvero in seguito alla diffusione dell'agricoltura. In certi casi, l'introduzione di animali domestici o specie invasive come ratti e serpenti portò alla loro completa estinzione.
I sostenitori dell'ipotesi dell'overkill considerano la colonizzazione di queste isole come un fenomeno analogo alla colonizzazione dei continenti americani e dell'Australia. I critici, invece, sottolineano che le estinzioni di fine Pleistocene non possono essere direttamente paragonate a quelle avvenute sulle isole. Le specie insulari, infatti, spesso non avevano sviluppato riflessi di fuga per l'assenza di predatori naturali e non riconoscevano l'uomo come una minaccia. Inoltre, non avevano possibilità di fuga, risultando quindi una preda facile e priva di pericoli. Applicare questo schema agli eventi continentali del Pleistocene risulta problematico. Le popolazioni insulari, per la loro ridotta distribuzione e dimensione demografica, erano inoltre più vulnerabili a eventi catastrofici.

## Il clima come causa
Accanto all'ipotesi della caccia eccessiva, l'ipotesi climatica rappresenta di gran lunga la spiegazione più frequentemente proposta per l'estinzione di massa avvenuta alla fine del Pleistocene. Nel continente americano, i cambiamenti climatici di fine Pleistocene e l'arrivo dell'uomo si collocano nello stesso arco temporale, rendendo difficile separare i rispettivi effetti. In Australia, invece, l'estinzione della megafauna, avvenuta circa 45.000 anni fa, non mostra alcuna correlazione con fluttuazioni climatiche note, ma coincide piuttosto con il primo arrivo dell'uomo. Tuttavia, i dati relativi agli eventi australiani sono meno precisi, trattandosi di un periodo più remoto. Un ulteriore problema dell'ipotesi climatica è che durante tutto il Pleistocene si sono verificate numerose variazioni climatiche, che però non hanno causato estinzioni di massa. I dati ricavati dalle carote di ghiaccio dimostrano che i cambiamenti climatici precedenti, rispetto a quelli verificatisi alla fine del Pleistocene e ritenuti responsabili della scomparsa della megafauna, non furono né meno intensi né più lenti.

## Ipotesi della cometa di Clovis
In una pubblicazione del 2007 è stata avanzata l'ipotesi che l'estinzione di molte specie, in particolare in America, sia stata causata dall'impatto di un asteroide. Questa teoria, proposta da James Kennett (University of California, Santa Barbara), Richard Firestone (Lawrence Berkeley National Laboratory), Douglas Kennett e Jon Erlandson (University of Oregon), sostiene che circa 12.900 anni fa un asteroide sia caduto nell'attuale Canada. La cosiddetta «cometa di Clovis» sarebbe stata responsabile della scomparsa della megafauna del Pleistocene e avrebbe posto fine, nello stesso periodo, anche alla cultura paleolitica Clovis. Tuttavia, i risultati presentati non sono stati confermati da gruppi di ricerca indipendenti. Inoltre, un'analisi demografica dei Paleoindiani pubblicata nell'agosto 2008 non ha rilevato alcun calo della popolazione in quel periodo, come invece previsto dall'ipotesi.
Nel gennaio 2009, la rivista Science ha riportato l'identificazione, tramite microscopia elettronica, di presunti nanodiamanti risalenti al periodo in questione; la notizia è stata ripresa anche dall'International Herald Tribune. Secondo Douglas Kennett, questa scoperta sarebbe la prova di una collisione tra una o più comete e la Terra alla fine del Pleistocene, con conseguenze devastanti sulla flora e la fauna del Nordamerica. Tuttavia, la pubblicazione è stata oggetto di forti critiche da parte della comunità scientifica. Altri ricercatori non sono riusciti a confermare tali conclusioni e studi successivi non hanno riscontrato la presenza di nanodiamanti. Nell'aprile 2010, Monthly Notices (rivista della Royal Astronomical Society) ha pubblicato un articolo di Bill Napier, professore di astrobiologia all'Università di Cardiff, secondo cui la Terra sarebbe entrata in collisione con i frammenti di una gigantesca cometa, con un diametro originario tra 50 e 100 chilometri, entrata nel sistema solare circa 30.000 anni fa e poi disintegratasi. L'impatto dei frammenti avrebbe causato una tempesta di fuoco, sollevato polveri e ceneri nell'atmosfera, ridotto la luce solare e dato origine alla cosiddetta «mini era glaciale» del Dryas recente. Tuttavia, risulta poco convincente che proprio il moderato raffreddamento del Dryas recente, quando gli animali del Pleistocene avevano superato periodi ben più freddi, sia stato fatale per la megafauna nordamericana. Un articolo di sintesi pubblicato nel 2011 su Earth Science Reviews ha concluso che non vi sono prove concrete di un impatto: i campioni analizzati avevano origine terrestre e alcuni risultati sarebbero stati frutto di interpretazioni errate
Negli anni successivi, tuttavia, alcuni studi hanno presentato nuovi indizi a favore dell'ipotesi dell'impatto, tra cui un'anomalia di platino rilevata in Sudafrica e vetri da fusione scoperti in Siria settentrionale, che gli autori interpretano come possibili tracce di un evento esplosivo. Tuttavia, resta un'obiezione fondamentale: l'estinzione non avvenne in modo sincrono a livello globale, il che indebolisce la tesi di un'unica causa catastrofica su scala planetaria.

## Ulteriori ipotesi esplicative
Una recente ipotesi avanzata da scienziati statunitensi suggerisce che la causa dell'estinzione dei grandi animali non sia stata esclusivamente la caccia, ma anche malattie introdotte dall'uomo e dai suoi animali domestici o da altre specie commensali. Le grandi specie, a differenza di quelle più piccole con cicli riproduttivi più rapidi, non avrebbero avuto il tempo di adattare il proprio sistema immunitario ai nuovi agenti patogeni. Tuttavia, è dubbio che epidemie possano aver sterminato così tante specie diverse, soprattutto considerando che molti animali di dimensioni appena inferiori sono sopravvissuti, e che il Nordamerica era da tempo in scambio di flora e fauna con l'Eurasia, da cui provenivano gran parte dei grandi mammiferi (proboscidati, canidi, felidi, bisonti, orsi, camelidi e cavalli).
Un'altra ipotesi recente è quella proposta da Paul LaViolette, secondo cui circa 12.837 anni fa sarebbe avvenuta una gigantesca protuberanza solare o un'espulsione di massa coronale, per la quale nel bacino venezuelano di Cariaco sarebbero state individuate tracce di radiocarbonio. Questa protuberanza sarebbe stata circa 125 volte più potente della maggiore mai osservata direttamente, quella del 1956, e avrebbe provocato sul suolo terrestre dosi di radiazioni fino a 3 Sievert nei primi tre giorni, oltre a una prolungata distruzione dello strato di ozono, lasciando passare ulteriori radiazioni dannose per la flora e la fauna. Anche questa ipotesi potrebbe spiegare la parte dell'ondata di estinzioni quaternarie avvenuta circa 15.000 anni fa. Tuttavia, resta un problema: l'estinzione non si è verificata in modo sincrono su scala globale.
Nelle regioni settentrionali potrebbe aver giocato un ruolo importante anche l'ampio ristagno idrico e la trasformazione del paesaggio in zone paludose causata dalle acque di fusione dei ghiacciai, con la conseguente riduzione delle aree di pascolo disponibili, fattore che avrebbe contribuito all'estinzione dei grandi mammiferi dell'era glaciale.